# Как достать студента: Переполох в общаге
«Как достать студента: Переполох в общаге» — компьютерная игра-аркада схожая по геймплею и стилистике с официальными играми «Как достать соседа», но при этом никак не связанная с ними.

## Игровой процесс
Игровой процесс игры в точности копирует геймплей двух официальных игр из серии «Как достать соседа». В игре присутствует 14 эпизодов в виде дней на календаре с 1 по 14 августа, первый из которых, позволяет игроку научиться тонкостям игры. События всех эпизодов происходят в общаге, где главный герой живёт по соседству с другим соседом хулиганом, от которого он хочет избавиться, устраивая ему пакости.
В каждом эпизоде игроку, управляя действиями безымянного обычного студента в очках с помощью левой кнопки мыши нужно прогуливаться по общаге, следить за тем, куда идёт другой упитанный студент и что он будет делать, а потом находить в разных местах полезные предметы, причём среди этих предметов есть как уникальные, встречающиеся только в одной дне, так и те, что доступны игроку на нескольких днях. Также в игре имеются предметы, которые подобрать нельзя, но тоже можно использовать для пакостей.
В игре у игрока всего одна жизнь. Если сосед увидит главного героя, то он нападёт на него и начнёт избивать, после чего игра будет проиграна и придётся проходить день сначала.

## Краткий сюжет
Главный герой думал как следует отдохнуть, поскольку до конца каникул осталось две недели. Вот только мерзкий сосед по комнате никак не даёт ему расслабиться и постоянно мешает. Днём храпит, а ночью хулиганит. Устав всё это терпеть, главный герой решил как следует проучить своего соседа, чтобы тот сильнее злился от пакостей до тех пор, пока его самого не вычислят из общаги.

## Разработка и выпуск
Игра поступила в продажу в странах СНГ 30 августа 2007 года. Потом игра выходила в других странах всего мира, но уже под другим названием «Students From Hell: Alarm in the hostel» (досл. с англ. — «Студенты из Ада: Тревога в общежитии»).

## Критика
| Сводный рейтинг       | Сводный рейтинг |
| Агрегатор             | Оценка          |
| --------------------- | --------------- |
| «Критиканство»        | 40/100          |
| Русскоязычные издания |                 |
| Издание               | Оценка          |
| Absolute Games        | 30/100          |
| Gameplay              | 1/5             |
| «Игромания»           | 5,0/10          |
| «НИМ»                 | 4,5 из 10       |

Игра получила негативные оценки. Oma с сайта AG.ru поставил игре всего 30 из 100. В рецензии отмечались глупые и лишённые логики сюжетной линии и что сама по себе игра банальный и скучный клон оригинальной дилогии. Для Игромании по данной игре было написано сразу две разные рецензии от двух писателей. Первую написал Георгий Курган, дав игре пять баллов из десяти. В рецензии отмечалось, что игра занудная, незамысловатая и анимации персонажей слишком дёрганые. Другую рецензию написал Андрей Калинин, дав игре три балла из пяти. В его рецензии отмечалось, что игра больше развлекает игроков, чем пытается им преподнести красивую графику и качество.